# Ernst von Feuchtersleben

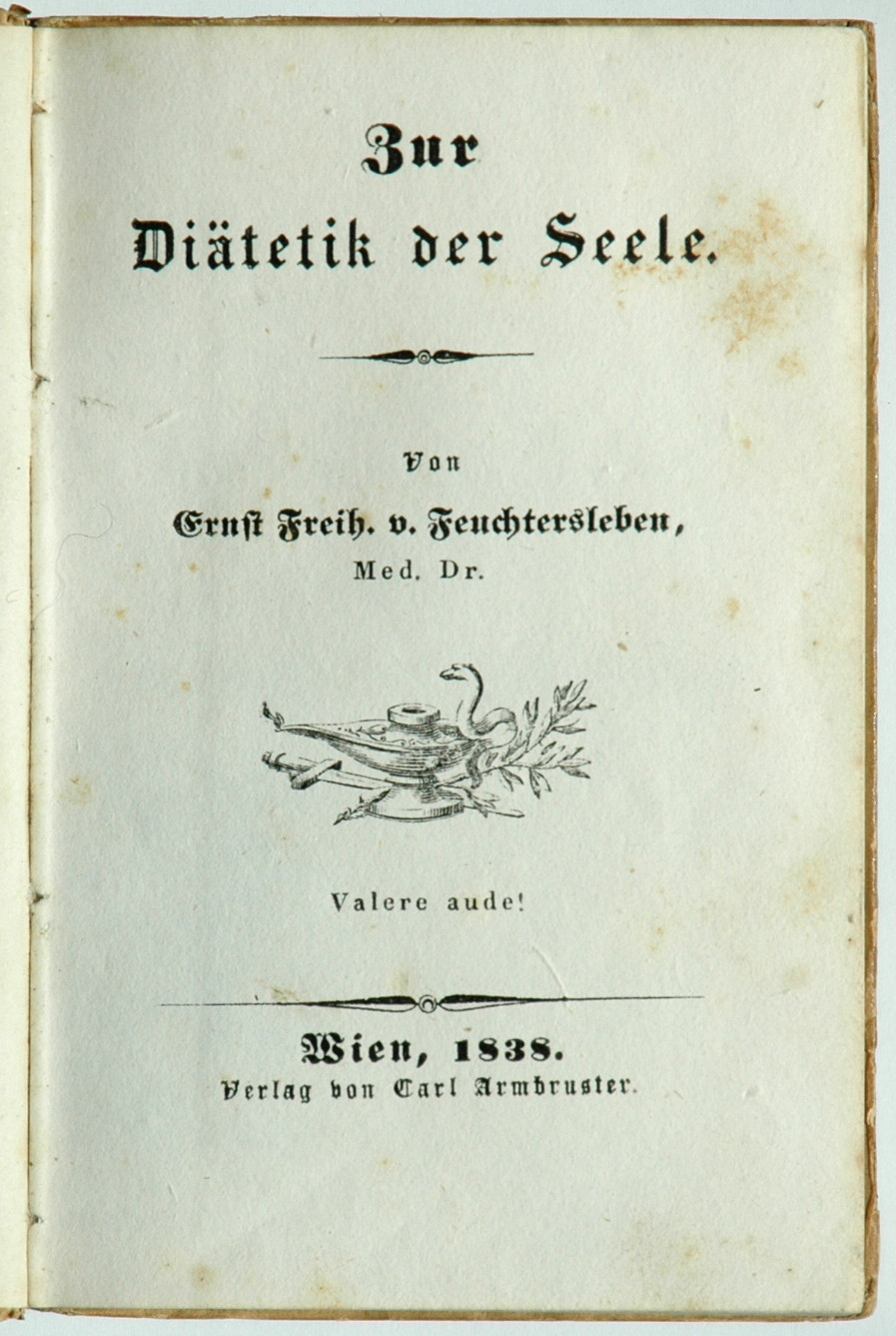
Pierwsze wydanie Zur Diätetik der Seele (Wiedeń, 1838)

Baron Ernst von Feuchtersleben (ur. 29 kwietnia 1806 w Wiedniu, zm. 3 września 1849 tamże) – austriacki lekarz, poeta i filozof.

## Życiorys
Pochodził ze starej saksońskiej rodziny szlacheckiej. Urodził się w 1806 roku, jego ojcem był radca dworu Ernst von Feuchtersleben (1765–1834), przyrodnim bratem Eduard von Feuchtersleben (1798–1857), inżynier górnictwa i pisarz. Od 1825 roku studiował medycynę na Uniwersytecie Wiedeńskim. W 1833 roku otrzymał tytuł doktora nauk medycznych i otworzył prywatną praktykę chirurgiczną na przedmieściach Wiednia. W 1834 roku ożenił się. Wykładał na macierzystej uczelni, od 1840 roku sekretarz Towarzystwa Lekarskiego (Gesellschaft der Ärzte), od 1844 roku był dziekanem wydziału medycznego i profesorem psychiatrii. Utrzymywał kontakty z kręgami intelektualistów wiedeńskich, do których należeli Franz Grillparzer, Franz Schubert, Franz von Schober, Johann Mayrhofer, Romeo Seligmann, Adalbert Stifter czy Friedrich Hebbel.
W 1836 roku opublikował swoje poezje. Pisał też eseje krytycznoliterackie, publikowane w czasopismach i almanachach wiedeńskich. W 1838 roku ukazało się jego dzieło Zur Diätetik der Seele („O dietetyce duszy”), które zyskało dużą popularność. 
Został pochowany na Cmentarzu Centralnym (Wiener Zentralfriedhof) w Wiedniu (kwatera 14 A, grób 17).